# Brůdek
Brůdek (deutsch: Fürthel (Fürthl) (Viertl)) ist ein Gemeindeteil von Všeruby (deutsch Neumark) im westböhmischen Okres Domažlice in Tschechien.

## Geographie
Brůdek liegt circa zwei Kilometer nördlich von Všeruby an der Landstraße 184.
Der Neumarker Pass befindet sich bei Brůdek.

## Geschichte
Brůdek gehörte nach der Neuordnung der Verwaltung des durch das Münchener Abkommen an Deutschland angegliederten Sudetenlandes von 1939 bis 1945 zum Landkreis Markt Eisenstein in Bayern. Am 3. März 1991 hatte der Ort 48 Einwohner; beim Zensus von 2001 lebte in den 27 Wohnhäusern von Brůdek 64 Personen.

## Sehenswürdigkeiten

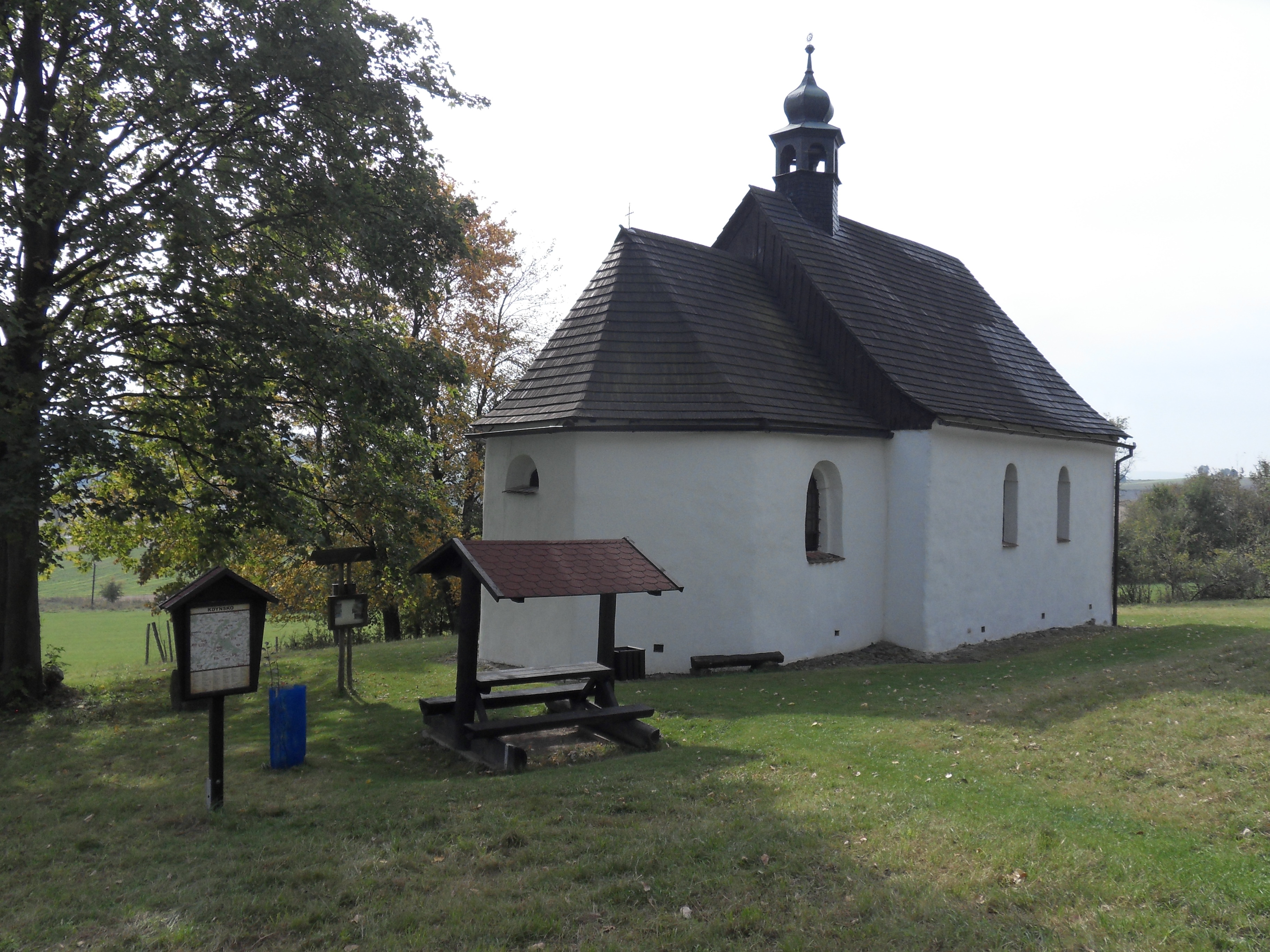
Kapelle St. Wenzel

- Kapelle St. Wenzel, erbaut im 17. Jahrhundert